# 埃夫尔河畔蒙特勒沃
埃夫尔河畔蒙特勒沃（法語：Montrevault-sur-Èvre，法語發音：[mɔ̃tʁəvo syʁ ɛvʁ] ⓘ）是法国曼恩-卢瓦尔省的一个市镇，属于绍莱区。

## 地名
埃夫爾河（Èvre）是流经该地一条河流，其为卢瓦尔河的左支流。蒙特勒沃（Montrevault）则是该市镇的前身及主体。

## 历史
埃夫尔河畔蒙特勒沃成立于2015年12月15日，由以下11个市镇合并而来：
- 埃夫尔河畔拉布瓦西耶尔（La Boissière-sur-Èvre）
- 莫日地区绍德龙（Chaudron-en-Mauges）
- 拉绍赛尔（La Chaussaire）
- 勒菲耶夫索万（Le Fief-Sauvin）
- 勒菲莱（Le Fuilet）
- 蒙特勒沃（Montrevault）
- 勒皮塞-多雷（Le Puiset-Doré）
- 圣皮埃尔蒙利马尔（Saint-Pierre-Montlimart）
- 莫日地区圣康坦（Saint-Quentin-en-Mauges）
- 莫日地区圣雷米（Saint-Rémy-en-Mauges）
- 拉萨勒和沙佩勒欧布里（La Salle-et-Chapelle-Aubry）

其中政府驻地为蒙特勒沃。

## 地理
埃夫尔河畔蒙特勒沃（47°15'40"N, 1°2'45"W）面积198.85 平方千米，位于法国卢瓦尔河地区大区曼恩-卢瓦尔省，该省份为法国西部内陆省份，大致对应安茹地区，北起顺时针与马耶讷省、萨尔特省、安德尔-卢瓦尔省、维埃纳省、德塞夫勒省、旺代省、大西洋卢瓦尔省和伊勒-维莱讷省接壤。
与埃夫尔河畔蒙特勒沃接壤的市镇（或旧市镇、城区）包括：安茹地区舍米耶、莫日地区博普雷欧、拉勒格里皮耶尔、拉勒莫迪耶尔、拉布瓦西耶尔-迪多雷、奥雷当茹、卢瓦尔河畔莫日。
埃夫尔河畔蒙特勒沃的时区为UTC+01:00、UTC+02:00（夏令时）。

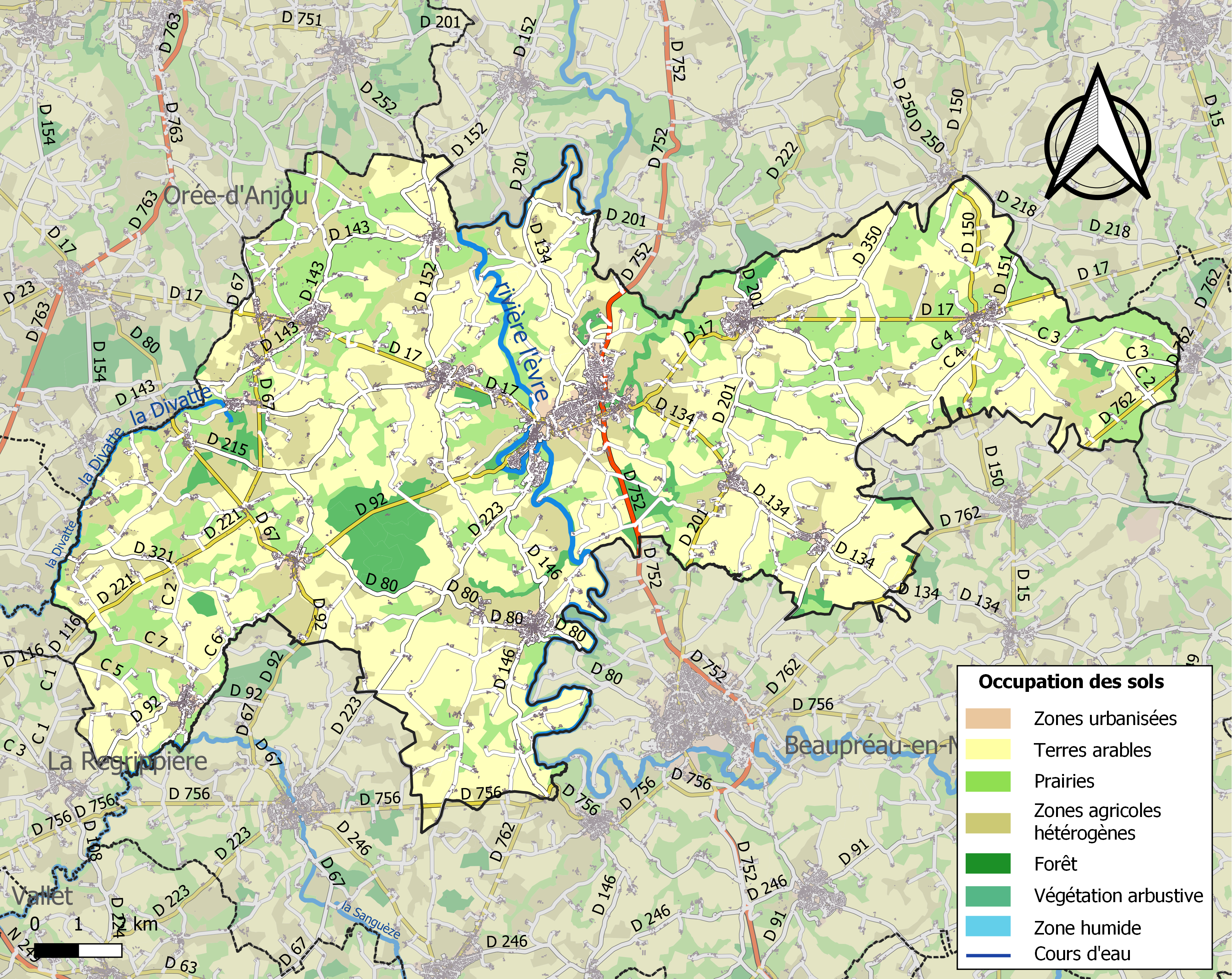
埃夫尔河畔蒙特勒沃的OSM定位图

## 行政
埃夫尔河畔蒙特勒沃的邮政编码为49110、49270、49600，INSEE市镇编码为49218。

## 政治
埃夫尔河畔蒙特勒沃所属的省级选区为莫日地区博普雷欧县。

## 人口
埃夫尔河畔蒙特勒沃于2022年1月1日时的人口数量为15684人。